# ウィメン・アンド・チルドレン・ファースト

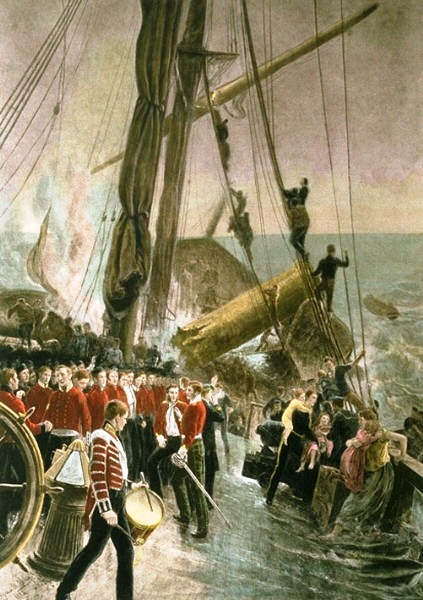
『バーケンヘッドの難破』（トーマス・ヘミー画、1892年頃制作）。女性と子供が救命ボートに乗り込む中、兵士達は船に残る様子が描れている。

「ウィメン・アンド・チルドレン・ファースト」（英語: Women and children first）、もしくはバーケンヘッド・ドリル（英語: Birkenhead Drill）とは、海難事故発生時にはまず女性と子供から避難させるという行動規範である。
初出は1860年の小説『Harrington: A Story of True Love』（ウィリアム・ダグラス・オコナー著）である。初の事例は1852年のイギリス海軍の軍隊輸送船「バーケンヘッド」沈没事故であるが、1912年の客船「タイタニック」沈没事故で有名になった。「ウィメン・アンド・チルドレン・ファースト」に海事法上の根拠はない。災害時の避難に詳しい教授によると、現在は大抵誰もが性別に関係なく負傷者や高齢者、幼児など自力では避難が難しい人の避難を支援する。2012年にはウプサラ大学の研究により、実際にはこの規範を適用しても必ずしも女性と子供の生存率が高まるわけではないことが判明した。

## 歴史

### 19世紀
19世紀から20世紀初頭までは、ほとんどの船は乗客・乗員全員が乗れるだけの救命ボートを備えていなかった。1870年、イギリス庶民院での外輪船「ノルマンディー」沈没事故に関する質問に対し、ジョージ・ショー＝ルフェーヴル議員は次のように答えた。
In the opinion of the Board of Trade, it will not be possible to compel the passenger steamers running between England and France to have boats sufficient for the very numerous passengers they often carry. They would encumber the decks, and rather add to the danger than detract from it.
商務庁の見解によれば、イングランドとフランスの間を頻繁に往来する旅客船舶に、それら船舶が輸送する非常に多くの乗客のために、十分な数の救命ボートを載せることはできないであろう。それら救命ボートは甲板の邪魔となり、危険性を減らすどころか増やすことになる。
「ウィメン・アンド・チルドレン・ファースト」の起源は、1852年に発生したイギリス海軍の軍隊輸送船「バーケンヘッド」の座礁・沈没事故において兵士達がとった行動である。船長は大佐に兵士達を鎖ポンプの操作にあたらせるよう命じた。60人がこれに応じ、他の60人は救命ボートの降下作業にあたり、その他の兵士は船首部を持ち上げるため船尾楼甲板に集まった。女性と子供は左舷側のカッターに乗り込んだ。当時この事故は人々の関心を集め、多くの新聞で大きく取り上げられたり、ラドヤード・キップリングの『Soldier an' Sailor Too』（1893年）などの詩や絵画が制作されたりした。

### 20世紀
20世紀初頭までに大型船でより多くの人々を運ぶようになったが、まだ救命ボートの数に関する具体的な規則がなく、乗客・乗員全員が乗れるだけの救命ボートを備えていなかった。その結果、海難事故が発生した時は常に誰を助けるべきかという道徳的ジレンマに陥った（救命ボートの倫理）。

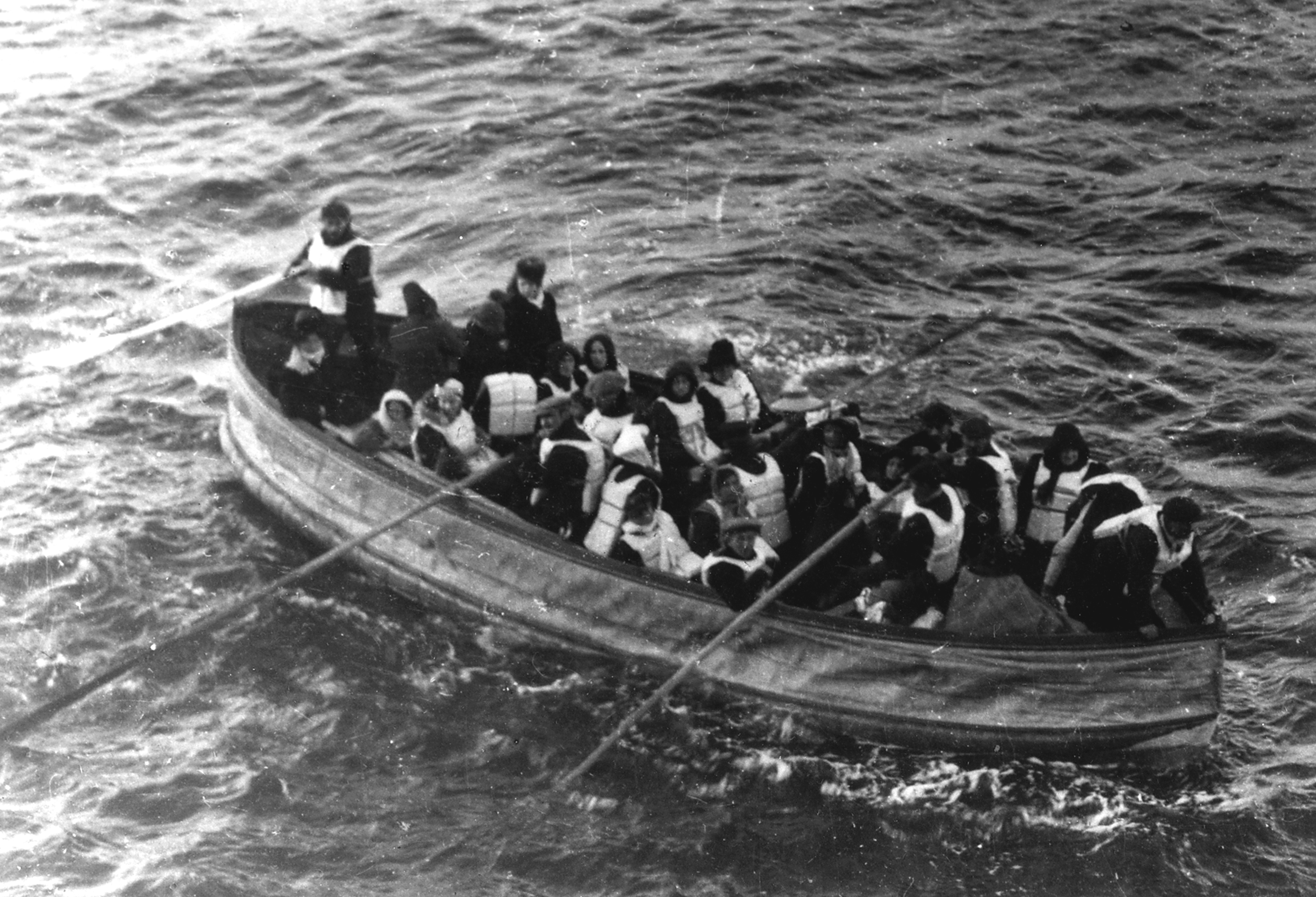
折り畳み式の救命ボートに乗る「タイタニック」の生存者

このフレーズは「タイタニック」沈没事故で有名になった。二等航海士のチャールズ・ライトラーがエドワード・スミス船長に「女性と子供をボートに乗せた方が良いのではないでしょうか。」 ("Hadn't we better get the women and children into the boats, sir?") と提案したところ、船長は「女性と子供を乗せて降下させよう。」 ("women and children in and lower away.") と答えた。そして避難命令が出されたが、一等航海士（ウィリアム・マクマスター・マードック）と二等航海士はそれぞれ異なる解釈をした。一等航海士はまず女性と子供から乗せると解釈したが、二等航海士は女性と子供だけを乗せると解釈した。そのため、二等航海士は女性と子供が全員乗り込んだのを確認すると余裕があっても救命ボートを下し、一等航海士は女性と子供の他にわずかだが男性も乗せた。結果として、女性の生存率は74%、子供の生存率は52%であったが男性の生存率はたった20%であった。一部の船員は船長の命令を誤解し、男性を救命ボートに乗せようとしなかった。本来の命令はまず女性と子供から乗せ、余裕があったら男性も乗せるというものであった。「タイタニック」の乗客のうち女性と子供全員が助からなかったのに、ホワイト・スター・ラインの幹部J・ブルース・イズメイなど一部の男性は救助されたため、当時彼らは臆病者の烙印を押された。
アーネスト・バックスは『フェミニズムの詐欺』(1913)で騎士道を「男性を犠牲にして女性に特権を与えるために、最も基本的な個人的権利を男性から奪い取ること」だと述べ、タイタニック号沈没事故時に行われたレディーファーストと男性を救助しなかったことを批判した。

### 21世紀
国際海洋法には女性と子供たちの救助が優先だという法的根拠がない。
ボーイスカウト·オブ·アメリカの海スカウトプログラムで、「女性と子供たちが先に」は「海のモットー」と見なされ、2020年まで海の約束の一部だった。